# Komsakulturen
Komsakulturen är en omdiskuterad benämning på arkeologiska fynd från den norska och ryska ishavskusten, de äldsta daterade till den tid då merparten av norra Skandinavien var täckt av inlandsis. Fynden har gjorts från Tromsø i väster till Kolahalvön i öster, en kuststräcka som blev isfri långt före inlandet. Under början av 1900-talet framfördes teorier om att människor överlevt istiden i området, men moderna forskare framhåller likheterna med Ahrensburgkulturen i norra Tyskland och tror att området koloniserades från sydväst under istidens slutskede.

## Utforskning och kännetecken
Benämningen Komsakulturen användes först av arkeologen Anders Nummedal i ett föredrag han höll 1926. Han använde den inte utan brukade andra namn som Finnmarkskulturen, Finnmarksfunnene, Le Finnmarkien och så vidare.
Några år senare hittades fler boplatser i Finnmark, och de publicerades i verket Le Finmarkien, skrivet av Nummedal och Johannes Bøe 1936. Här tolkar de fynden så att komsakulturen har ett östligt ursprung, och att det rör sig om en särskild invandring strax efter istiden och som har kommit till Nordnorge över nuvarande Finland och Ryssland. Detta grundade de på att motsvarande stenåldersplatser mellan norra Tromsø och södra Helgoland saknas. De menade också att komsakulturen snabbt upphörde, och att detta förklarades av att denna kultur fick svårigheter med att anpassa sig till ett varmare klimat.
Kulturen blev omdiskuterad från första stund. I synnerhet pekades på att om invandringen hade kommit från öster, borde det vara möjligt att finna boplatser också längs den väg människorna skulle ha följt. Det visade sig vara svårt att hitta väldefinierade boplatser från denna tid i Finland och norra Ryssland. Likaväl blev begreppet komsakulturen använt, om än motvilligt, av några forskare till slutet av 1980-talet. Då kom benämningen att kritiseras kraftigt från flera håll, och det resulterade i att begreppet i dag är praktiskt taget försvunnit i facklitteraturen. Kritiken utgick från att nyare forskning har påvisat stora olikheter i materialet från området. Dessutom är det nu påvisat ett stort antal stenåldersboplatser, också från pionjärtiden i hela det området som Bøe og Nummedal menade var fyndtomt. Och inte minst: Genom att bruka samlingsbegreppet komsakultur ger man ett intryck av att det är tal om ett statiskt arkeologisk tillstånd i området, och det är helt felaktigt.
Beteckningen komsakultur användes därefter främst i diverse populärvetenskapliga sammanhang men blir nog allt eftersom sällsyntare även på detta området.

## Diskussionen om Komsakulturen i Fornvännen 1929–1930
I Fornvännen 1929 i artikeln Ett nordskandinaviskt paleoliticum? skriver Gunnar Ekholm om Nummedals fynd av Fosna och Komsa. Ekholm skriver att dateringar är oklara och att enighet bara nåtts att de är av maglemoseålder men att Nummedals  datering till Magdalénien är felaktig. Han beskriver teorin om en invandring från öster. Ekholm beskriver fynden som primitiva och grova. Likheten med paleolitiska fynd gäller bara den generella slagtekniken. Klara typer är inte paleolitiska utan mesolitiska till exempel pilspetsar, skivskrapor samt skivyxor. Ekholm ser detta som ett tecken på att kulturen kommit söderifrån. Han ger förslaget att Komsafynden är en nordlig utlöpare av Fosnafynden. Han påpekar att denna Fosnakultur av Therkel Pedersen förklarats som en "reflex" av Sydskandinaviens flintcivilisation. Edholm skriver: Komsakulturen skulle sålunda intaga samma ställning till Sydskandinaviens mesolitiska flintkultur, som den förr såsom "arktisk" betecknade skifferkulturen till dess neolitiska. I båda fallen har motsättningen mellan Syd- och Nordskandinavien sin grund i det olikartade stenmaterial, som kommit till användning. Översättningarna av de södra landsdelarnas flintformer ha ej alltid kunnat bli ordagranna. Ekholm ser fram emot naturvetenskapliga dateringar av fynden.
I Fornvännen 1930 i artikeln Noen bemerkninger om Komsakulturen svarar Anathon Bjørn på Ekholms artikel:
Han urskiljer tre kronologiska stadier i Komsakulturens utveckling som vart och ett har sina särdrag. De ligger på olika höjdnivåer. Dessa faser kallas Porsanger-, Tollevik och Berlevågstadiet. Bjørn hänvisar till olika avhandlingar där han behandlat detta. Äldsta Porsangerstadium utmärker sig med en rad stora och primitiva former såsom coup-de-poings og Lovallois-skraperc och att man har använt kvarts.Yngre intryck gör fynden från Tolleviksstadiet som i mycket representerer en typisk spånkultur och framförallt har många sticklar av varierande form samt spetsaroch en rad mindre former. Levalloisskrapor (benämningen är tagen från en tidig mellanpaleoltisk tid) förekommer men inte så ofta. Däremot finns flera skivskrapor. Dessa redskapsformer är tillverkade av dolomitflinta. Berlevågstadiet har kvar de viktigaste av formerna från Tolleviksstadiet, doch med färre sticklar men man har utvecklat nya former och skivavslagen är ganska allmänt förekommande. De redskapen är en vidareutveckling av Tolleviksstadiets primitiva avslag.
Han avslutar med: Betraktet som helhet kan det om Komsakulturen sis at den begynner med en utpreget makrolitisk industri men efterhvert optar i sig eller solv utvikler en rekke småformer uten at dog det makrolitiske preg trer i bakgrunnen. Og videre er saerlig den eldre Komsakultur preget av en eiendommelig blandning av gammel- og ungpaleolitiske former, et forhold av störste betydning når vi söker efter forutsetningerne for hele kulturformen.
Som klart framgår vill Björn föra fynden till paleolitiskt tid och jämför också med mycket gamla tidig- och mellanpaleolitiska fynd. Senare värderingar av forskare har vad gäller dateringarna klart varit för Ekholms dateringar.

## Dateringar
De äldsta fynden från Finnmark verkar vara från preboreal tid. Fynden anses vara som äldst från omkring 8000 före vår tideräkning och de yngsta brukar anses vara från början av yngre stenålder ca 3500. Fynden är dock inte enhetliga. De många variationerna i fyndmaterialet och den långa tidsperioden gör att arkeologerna inte längre anser att det är relevant att tala om en "kultur".

## Förbindelser med andra områden
Det finns stora likheter mellan Komsafynden och de fynd som gjorts längre söderut vid den norska kusten, mellan Bergen och Trondheim, den så kallade Fosnakulturen. Det har föreslagits att båda fyndområdena i själva verket ingår i samma helhet.
Graham Clark skriver i The Earlier Stone Age Settlement of Scandinavia (sid 201) att Nummedals upptäckt 1909 av flintansamlingar i höga terränglägen vid Kristiansund (Fosna) var första ansatsen till att förståelse att Norge var bebyggt före Nöstvetkulturens tid. Sedan arkeologkongressen i Oslo 1936 då man hittat 60 boplatser i Finnmark hade fyndmaterialet fördubblats 1966. Han hänvisar till Odner Komsakulturen i Nesseby og Sør-Varanger som källa för det och anför att man nu också hittat platser i Sovjetunionen öster om Finnmark. På sidan 208 skriver han om vackra tångepilspetsar av Ahrenburgstyp som finns på Fosna- och Komsabosättningar och på Hardangervidda. Han jämför också med polska spetsar men inverterad retusch och slutligen med material från svenska västkusten Djupedal (Fredsjö 1953) och Ahrenburgsspetsar i Hensbackakulturen. Han föreslår förklaringen att man följt renen norrut men att den bara fanns på fjällvidderna och att om man vill stanna vid kusten tvingades man övergå till fiske, fågelfångst och att jaga havsdäggdjur. (sid 208).
Arkeologiska lämningar indikerar att befolkningen var havsorienterad och levde huvudsakligen på säljakt och att de var goda båtbyggare och fiskare. I jämförelse med de söderut i Norge samtida Fosnafynden av närbesläktad kultur verkar stenverktyg och andra redskap vara grova, råare. Detta förklaras av bristen på flinta i området.
Oftast sågs dessa tidiga bosättningar vid norra Norges kust att ha sitt ursprung på västra och sydvästra kusten i Norge, och att de kan spåras till den paleolitiska Ahrensburgkulturen i nordvästra Europa. Invandringen tänks ha följt den norska kustlinjen, och följt den tillbakadragande inlandsisen mellan 11 000 och 8000 före vår tideräkning öppnades nya områden för bosättning. Före detta trodde man att inflyttningen till viss del kom till Finnmark från nordöst från Kolahalvöns isfria kust.

## Finska fynd tyder på invandring också från Ryssland
Nyare arkeologiska fynd från finska Lappland tolkades inledningsvis 2004  som inlandsfynd av Komsakulturen lika gamla som de äldsta fynden från norska kusten. Detta material anses nu  ha anknytning till den samtidiga  Post-Swiderianska kulturen i norra centrala Ryssland och östra Baltikum och alltså representera en separat tidig invandring i norra Skandinavien.
Nyare tolkningar av forskarna indikerar att ett antal av de kustboplatser vid Varangerfjord som tidigare har förts till andra fasen av Komsa snarare representerar en tidig bosättning från sydöst (nordvästra Ryssland) och kan relateras till tidigt Post-Swiderian inflyttande som först upptäcktes i norra finska Lappland.

### Äldre svenska bosättningar med oklart ursprung
Åren 2000 till 2010 hittades mycket gamla boplatser med fynd av renben i Norrbottens län. Ungefär samtida med boplatsen i Kangos, eller något senare, är den vid Dumpokjauratj i Arjeplogs kommun. Dessa boplatser har det gemensamt att de tillkommit kort efter att inlandsisen drog sig tillbaka från nordost. De sydligare delarna av Norrland var då fortfarande täckta av is eller låg under vatten, vilket innebar att landförbindelse saknades med södra Sverige.
De mycket gamla lämningarna vid sjön Dumpokjauratj i Arjeplogs kommun har föreslagits komma från sentida ättlingar till de människor som levde i norska Finnmark. Den tidigaste kolonisationen av nordligaste Sverige skulle alltså ha skett från norr. Lämningarna vid Dumpkojauratj är från en mesolitisk bosättning som har daterats till tidsperioden 8630±85 B.P. (ca 7800 f.Kr.), inte långt efter att inlandsisen drog sig tillbaka från området. Att döma av benmaterial på boplatsen var ren det viktigaste bytesdjuret.
I Aareavaara, Pajala  kommun, hittades 2009 lämningar som bedöms vara 10 600 år gamla, samtida eller äldre än de äldsta fynden från Finnmark. Knappt fyra mil västerut, i Kangos hittades en liknande boplats  tusen år yngre.  En invandring från nuvarande Finland, med koppling till den ryska Butovokulturen är också tänkbar.

## Forskningsöversikt
Alma Elizabeth Thuestad ger i sin magisteravhandling En romlig analyse av tidlig eldre steinalderlokaliteter i Vest-Finnmark og Troms en god sammanfattning av forskningen över Finnmarks äldre stenålderskultur. Denna sammanfattas i korthet nedan.
Uppfattningen i arkeologiska kretsar under 1900-talets början var att de nordskandinaviska området var sent befolkade utkantsområden. I Finnmark blev sedan äldre stenålder ett ämne som väckte stort intresse. De första Finnmarkslokalerna  hittades på strandterrasser vid Tollevik (I og II) och Stenseng (I og II) i närheten av Komsafjället.
Från 1925 till 1939 arbetade Nummedal med fältundersökningar i Finnmark. De flesta boplatserna saknade spår efter bostäder och eldstäder. Platserna identifierades genom en ansamling av stenmaterial på markytan. Genom registrering, ytfyndsinsamling och utgrävning samlade Nummedal in ett betydande arkeologisk källmaterial. Detta material kom i 1930-talets arkeologiske debatt att relateras till  benämningen Komsakultur. 
Det som diskuterades på 1930-talet var frågan om människornas ursprung och när de hade bosatt sig på Finnmark. Komsakulturens ålder uppskattades med strandlinjedatering  och typologisk datering. När strandlinjedatering används som  metod för tidsbestämning av förhistoriska lokaler är tanken att strandnära bosättning påverkas av strandförskjutning och flyttas nedåt i terrängen om havet sjunker i nivå. Lokaliteters relativa höjd över havet uppfattades som en indikation på högsta ålder för möjlig bosättning. Man utgår från att lokalens placering står i samband  den samtida havsnivån. Detta skulle idag innebära att likåldriga bosättningar skulle idag återfinnas på vissa höjdkurvor i terrängen. Nummedal använde denna typ av datering under sina fältarbeten. Kustbundna boplatser behöver inte alltid placeras i omedelbar närhet av havet så det finns en påtaglig felkälla i denna dateringsmodell.
Dateringsbara artefakter var viktiga i diskussionen om Komsakulturens upphov. Det arkeologiska materialet från bosättningar i Finnmark jämfördes med olika tidsperioder på typologiska grunder med material från andra platser med känd ålder i södra Skandinavien och Västeuropa. Nummedal hävdade inledningsvis att typologiske element från franskt paleolitikum fanns i redskapsformer och i stenbearbetning  i materialet från platserna i Alta på Komsafjället. Han ville datera materialet till paleolitisk tid.
Övervintringsteorien stod botanisten Rolf Nordhagen för. Nordhagen menade att isfria områden längs norska kusten gav förutsättning för levnadsmöjlighet för djur och växter.. Nordhagen föreslog att en kustkultur med paleolitiska drag hade bebott Norges västliga och nordvästliga kust under istiden. Komsakulturen var alltså en kvarleva från Västeuropas paleolitikum. Mårten Stenberger recenserade boken i Fornvännen 1934. Recensionen var uppskattande och berömde boken för att den klargjorde de geologiska förutsättningarna för landskapsutvecklingen under istiden. Inte desto mindre kom Övervintringsteorin snabbt att överges i den arkeologiske debatten 
De flesta forskarna trodde på att människorna hade invandrat till Finnmark efter sista istiden (exempelvis Bjørn 1928, Bøe & Nummedal 1936, Gjessing 1941). Frågan var från vilket område och vilken väg man hade kommit dit. Väsentligen diskuterade man möjligheten av en östlig invandring eller en sydvästlig  invandring. Nummedal var för en anknytning till västeuropeiska områden på 1920-talet.  I Le Finmarkien lutade man mer åt området i öst och söder om Östersjön.(Odner 1966: sidan 12). Bjørn argumenterade för invandring från nordost från det centralasiatiske området.. Gutorm Gjessing visar på  likheter i materiell kultur när han tror att Komsakulturen kom österifrån  in i Finnmark Annorlunda var det med icke norska forskare som anknöt Fosna och Komsafyndet till mesolitiska traditioner i södra Skandinavien.

### Poul Simonsen
Det senare arbetet med äldre stenålder i Finnmark måste relateras till Povl Simonsens och Knut Odners forskningar. Simonsen arbetade främst med yngre stenålder, men med sina omfattande undersökningar i Pasvik vid Varangerfjorden, på Sørøya och i Altas vattenområde behandlade han också äldre material. Omkring 1960 hade man funnit 80 lokaler med äldre materia i Finnmark. De var med få undantag öppna platser med ytansamlingar av artefakter på ytan över större område. Simonsen menar att det inte är säkert varifrån de första inflyttarna kom. De kan ka följt norska kusten eller kommit från inlandet ner till Varangerfjorden, men han menar att en invandring från sydöst är mest sannolik. (Simonsen 1994: 174-175).

### Klas Odner
Komsakulturens kronologi och upphov togs åter upp Odner 1966 med stöd i materialet från Varangerområdet. På grundval av typologiske analyser och boplatsernas topografiska placering ser Odner på Komsakulturen som ett utskott från Fosnakulturen (Odner 1966 sidan 132). Sannolikt är äldsta datering omkring 8000-7000 f.Kr (Odner 1966 sidan 136).  Sedan 1990-talet återges ofta Hein Bjercks syn att det var en snabb förflyttning norrut längs Norska kusten i preboreal i tid (1994: 46).
Odners forskning visade på en säsongsflyttning mellan inner- och ytterfjorden i Varanger. Han arbete börjar med undersöka lokalernas storlek och placering i förhållande till säsongens resurser. Storleken uppskattades med antal fynd per lokal. Odner fann stora lokaler i inre fjordområdet och små ut mot kusten. Detta såg han  indikationer på basboplatser i det inre fjordlandskapet och mindre fångststationer ute i kustbandet. Odner liknar detta vid den moderna befolkningens flyttmönster i området. Bosättningsmönstret var mobilt med årstidsflyttningar styrda av områdets resurser. Bosättningarnas läge och flyttningar har senare behandlats i flera sammanhang av olika forskare. 

### Efter Woodman ändrat forskningsfokus
Tidig äldre stenålder var  i Finnmark dominerande forskning fram till mitten av 1960-talet, då fokus istället blev yngre stenålder (Schanche 1988:sidan 100). I slutet av 1980-talet  ändrades intresset igen till äldre tid. Materialet hade nu växt som en följd av  systematisk registrering av fornminnen för det Ekonomisk Kartverket som började på 1960-talet. Materialet växte också till följd av forskningsprojekt (Grydeland 2005 och Schanche 1988) och vid exploateringar.
Komsakulturen var länge beteckningen på den tidiga bosättningen i Finnmark. 1980-talets kritik mot begreppet Komsakultur var hård. Problemet var att en 5000 år lång bosättning och kulturhistoria där Komsakulturen beskrivs som ett enhetligt komplex (Olsen 1994: 23). Komsakulturen beskrevs som om det bestod av en samling litiska bestånd från öppna lokaler längs Finnmarkskusten.. Artefaktbeståndet sågs som ett resultat av en konservativ redskapskultur med stora, grova stenredskap.
Peter Woodmans artikel The Komsa Culture ändrade perspektivet på begreppet Komsakultur och relationen till äldre stenålder i Finnmark. Hans genomgång av  material från utvalda Komsalokaler ledde till slutsatsen att om begreppet Komsakultur skall användas är det för att  beskriva en preciserad samling av artefakter såsom tångespetsar, skärredskap och skivyxor som är knutna till en bestämt kronologisk fas som tar slut för cirka  8500 år sedan.
Woodman delade in Nordnorges mesolitikum (Komsakultur) i tre distinkta faser. Den tidigaste kallades först Komsafasen av Woodman, men har i Norge döpts om till helt enkelt Fas 1. (Olsen 1994). Denna daterades till 10 000–8 500 B.P. av Woodman och till 10 000–9 000 B.P. av Olsen. Dn andra fasen kallades Sæleneshøgda fasen av Woodman och förenklades senare till Fase II. Woodman daterade början till 8 500 B.P. utan att ge slutdatum men accepterade senare Olsens begynnelsedatum på 7 500/7 000 B.P. för Fase III, som ursprungligen kallades Trapetsfasen av Woodman (Woodman 1992, 1999)

### Kjersti Schanche
Kjersti Schanche är central för senare års studier av äldre stenålder i Finnmark (inte Komsakultur!). Schanches magistergradsavhandling Mortensnes - en boplass i Varanger. Et studie av samfunn og materiell kultur gjennom 10000 år. visar att fynden är mer än öppna lokaler på Finnmarkskusten. Schanches målsättning var att belysa förändringar i kulturen, bosättningsmönster, resursutnyttjande, sociala relationer och samarbetsformer (Schanche 1988: 3). Mortensnes ligger på norra stranden av Varangerfjorden. 1988 hittades 34 tält eller husgrunder som låg på flera fält som med strandlinjedatering daterades till tiden 9000 B.P. och 6000 B.P. Från äldre stenålder fanns öppna boplatser men också tufter (huslämningar) från äldre stenålder och Schanche kunde visa att äldre boplatser i detta området är material med stor variation som har förändrats över tid och vars bosättningsmönster varken är statiskt eller likriktat. Schanches (1988) modell visar en successiv förändring från mobilt till ett fast flyttningsmönster inom ett område. I äldsta tid var bosättningarna mobila. Under tidens gång har bosättningar blivit alltmer fasta och att man har återvänt till samma platser under bestämda tider av året (Schanche 1988: 163-164). Parallellt med detta menar hon att huskonstruktionerna har blivit mer solida. (Schanche 1988: 144).

### Bjarne Olsen
En del av Schanches resultat kan återfinnas hos Bjarne Olsen. I motsats till Odner framhäver Olsen (1994: sid 36-37) förändringar över tiden. I tidig äldre stenålder präglas bilden öppna lokaler utan synliga strukturer. Bosättningsmönstret har hög rörlighet med säsongsflyttningar i kustområdena (Olsen 1994: sid 38). Under äldre stenålder börjar man att utnyttja inlandsområdet mera. Huslämningar i materialet ser han som större bofasthet eller fastare flyttvanor. (Olsen 1994: 38). I slutet av  äldre stenålder etableras inlandsbosättningar. Olsens hypotes är att samhället med hög rörlighet hade territorier organiserade runt vattendrag (Olsen 1994: 40). På kustnära lägen är boplatserna mer mobila men man har mer fasta säsongsplatser.

## Komsakulturen och samerna
Under första halvan av 1900-talet menade språkforskaren K.B. Wiklund att samernas särskilda "antropologiska typ" måste ha utvecklats under en längre period av isolering från andra folkgrupper. Komsakulturens och Fosnakulturens mycket gamla lämningar, som tydde på att människor hade kunnat övervintra vid havskusten under istiden, passade bra in i den teorin. Wiklund tyckte sig även se tydliga antropologiska likheter mellan den nutida samerna i norr och befolkningen inom det område där Fosnakulturens fynd påträffats. Denna teori byggd på rasargument har övergivits av forskningen men det finns fortsatt försök att anknyta samerna till dessa tidigare boplatser.
Finskspråkiga wikipedia har en källa som anger att det finns genetiska spår i östra Finland från tidiga Finnmarksgener i den samiska populationen.